# Duke Nukem Advance
Duke Nukem Advance es un videojuego para consolas portátil, de la serie de videojuegos Duke Nukem. Aunque se trata de un videojuego del género Videojuego de disparos en primera persona, y muchos de los gráficos y los sonidos han sido copiados de Duke Nukem 3D, el juego tiene una historia original y niveles propios. 
Se pueden seleccionar cuatro niveles de dificultad en el comienzo del juego. Son posibles las partidas multijugador, con un máximo de cuatro jugadores. Una opción para guardar los progresos aparece en el final de cada nivel, habiendo cinco ranuras disponibles para guardar partida.

## Argumento
Duke Nukem, está trabajando para el general Graves, este le pide que investigue el Área 51, después de que unos informes indican la infiltración hostil de una especie extraterrestre allí. Después de deshacerse de gran parte de la amenaza alienígena, Duke se entera de cómo los extranjeros requieren de unos "reguladores de medio ambiente" que existen en la Tierra, y entonces los sigue hasta el Templo de Amón en Egipto. 
Mientras que en Egipto, Duke Nukem descubre una vasta colección de especies extraterrestres, estas criaturas híbridas en estado de éxtasis, al parecer son un ejército destinado a dominar el mundo. Una fuente de alimentación cercana es detectada por el General Graves, parece que abastece a sus organismos reguladores del medio ambiente, de modo que duke es enviado para apagarlo. Posteriormente, se entera de la activación de una bomba, este anula la fuga de los tanques de hibernación, matando a todo el ejército híbrido extraterrestre. 
Nukem también se las arregla para destruir a los alienígenas controladores de la supervisión de la zona de estancamiento, pero resulta que los alienígenas activan una secuencia de autodestrucción antes de su muerte. Duke consigue escapar por poco del colapso del templo, utilizando uno de los transportes extraterrestres para escapar. 
Después de haber restablecido contacto con el general, Duke Nukem descubre que se ha materializado en Sídney, Australia. Graves le dice que allí se encuentra uno de los agentes encubiertos de la agencia, el cual ha enviado una señal de socorro desde un club nocturno cercano. 
Después de rescatar al agente, duke localiza un arma del fin del mundo que está siendo creada por los extraterrestres. El alienígeno controlador en Egipto había mencionado que sería capaz de acabar con la atmósfera terrestre, por lo que Nukem es rápidamente enviado a destruir el dispositivo. Una vez conseguido su objetivo, se transporta a bordo de la nave espacial en órbita. 
Una vez que duke re-establece su señal con el general Graves, se entera de que tiene que introducirse en el sistema de la nave espacial para encontrar un punto débil. Después de transmitir todos los datos de la nave que puede encontrar, Graves le dice que se han detectado cuatro hembras humanas a bordo que Duke tiene que volver a rescatar. Él encuentra a la primera y se teletransporta a su regreso a la Tierra, y después del análisis, el general se entera de que ella es en realidad una versión clonada de su agente encubierto, Jenny. Duke deduce que los extraterrestres están utilizando los clones para ayudar a propagar su especie. 
En el momento que Duke ha rescatado a las Jennys una por una, su amigo, el general le informa que puede destruir la nave con el cierre de su sistema de refrigerante del motor. Él hace eso, entonces se teletransporta "Jenny 5" a la Tierra. Sin embargo el sistema General de teletransporte es incapaz de enviar a Duke Nukem también, esto le obligaba a vadear a través de más atacantes alienígenas con el fin de transportarse a casa utilizando los teletransportadores. Posteriormente, la nave explota, y Duke Nukem llega sano y salvo a la Tierra.

## Controles
En la consola Game Boy Advance tiene un número limitado de controles, el juego ofrece cuatro configuraciones diferentes de control. En ellas se establecen los botones para disparar, saltar, ametralladora, la selección de armas, y fijar mirada hacia arriba y hacia abajo. Cuando se pausa el juego, el jugador también puede ver el mapa del nivel. El jugador puede desplazarse por el mapa, así como ampliarlo o reducirlo. Algunos de los secretos del nivel también se pueden descubrir con solo mirar el mapa.

## Recepción
Craig Harris, de IGN le dio a Duke Nukem advance una puntuación de 9 sobre 10, que calificó de "sin lugar a dudas lo más divertido de un Videojuego de disparos en primera persona en la GBA hasta la fecha."  Frank Provo de GameSpot le dio al juego una puntuación de 7,5 de 10, escribió: "Sobre la base de la perfección técnica, duke Nukem advance no es tan, bonito o tan diverso como el juego de PC original de 1996, pero es sin duda el mejor FPS para usar en la GBA desde Doom."  Martin Taylor de Eurogamer dio al juego una puntuación de 8 sobre 10, escribió: "No se rompe nada nuevo en las convenciones del juego, y no te mantendrá jugando durante meses, pero se ve bien y se juega bien, que es más de lo que puede decirse de otros de la competencia”.